# Saint-Pierre és Miquelon-i labdarúgó-válogatott
A Saint-Pierre és Miquelon-i labdarúgó-válogatott Saint-Pierre és Miquelon nemzeti csapata, melyet a Saint-Pierre és Miquelon-i Labdarúgóliga (franciául: Ligue de Football de Saint-Pierre et Miquelon) irányít. A Kanada keleti partjánál elhelyezkedő apró francia tengerentúli terület válogatottja nem tagja a FIFA-nak és a CONCACAF-nak sem. Ez idáig egyetlen barátságos találkozót játszottak: 1999-ben  Belizevárosban 3:0-s győzelmet arattak Belize ellen.

## Külső hivatkozások
- A Belize - St. Pierre & Miquelon meccs az rsssf.com-on